# Jan Twardowski

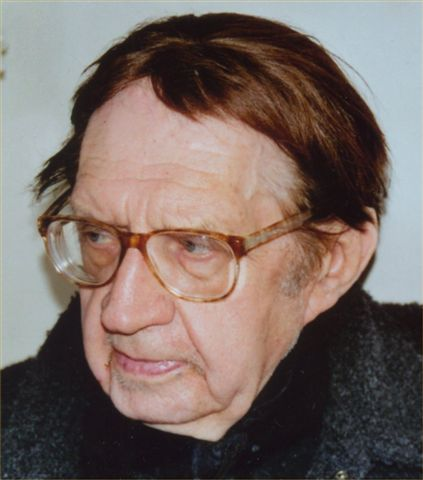
Jan Twardowski, Warschau (Polen), März 2000

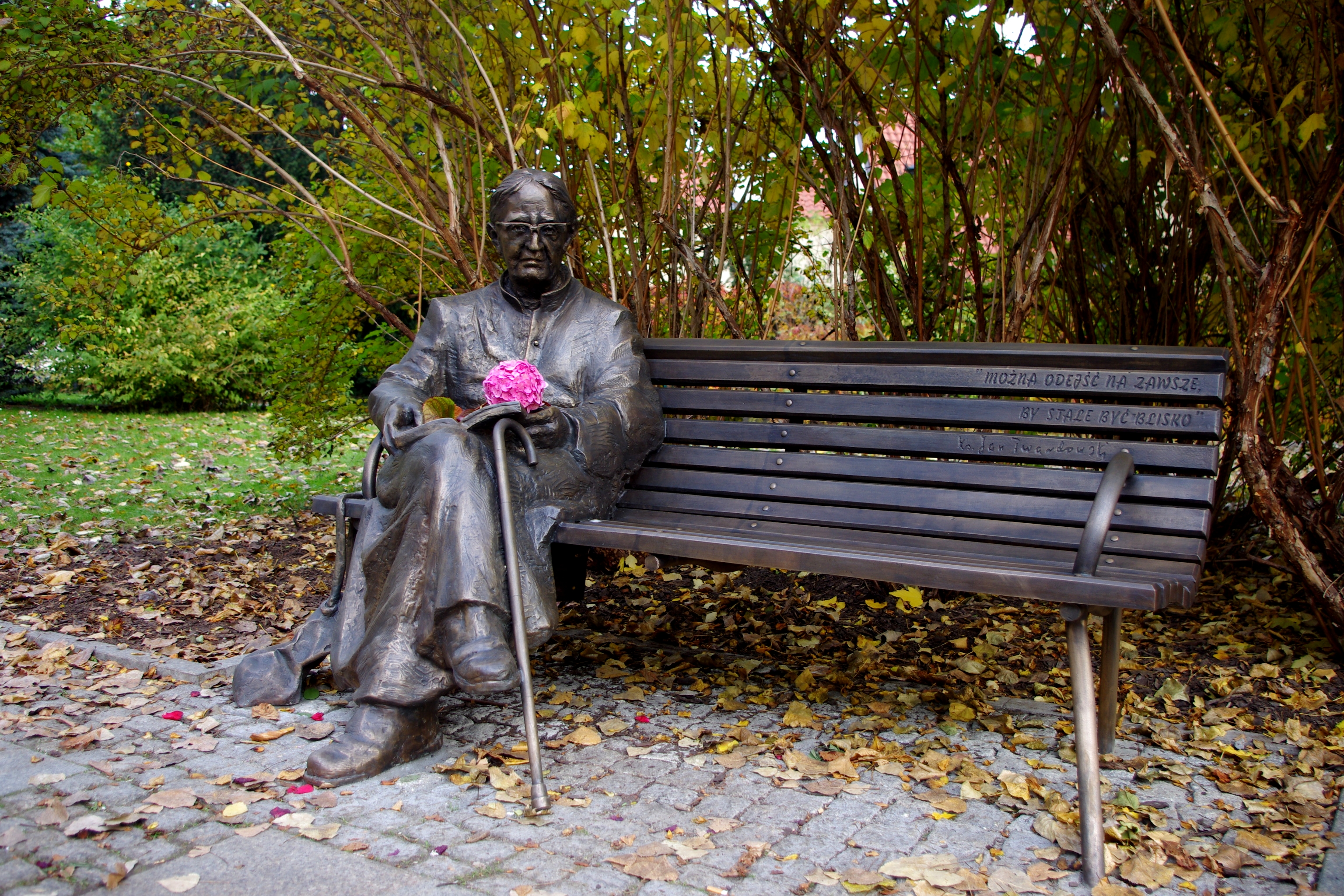
Skulptur von Jan Twardowski in Warschau (Bildhauer: Wojciech Gryniewicz)

Jan Twardowski (* 1. Juni 1915 in Warschau; † 18. Januar 2006 ebenda) war ein polnischer Lyriker, Religionspädagoge und katholischer Priester.

## Leben
Nach dem Besuch des Gymnasiums in Warschau legte Twardowski 1936 die Abiturprüfung ab. Ein Jahr später erschien sein erster Gedichtband Powrót Andersena (Andersens Rückkehr), der an die Poesie der Dichtergruppe Skamander um Julian Tuwim anknüpfte. Im gleichen Jahr begann er ein Polonistikstudium an der Universität Warschau, das er wegen der Kriegsunterbrechung erst 1947 abschließen konnte. Während des Zweiten Weltkriegs, in dem seine sämtlichen früheren Arbeiten und Manuskripte verloren gingen, kämpfte er als Soldat der Polnischen Heimatarmee (Armia Krajowa), u. a. im Warschauer Aufstand.
Nach Kriegsende entschloss er sich dazu, Priester zu werden, begann ein Theologiestudium und empfing 1948 die Priesterweihe. Anschließend wirkte er viele Jahre als Propst an der Warschauer Visitantinnen-Kirche St. Joseph und begann wieder Gedichte zu schreiben, die vor allem über die Wochenzeitung Tygodnik Powszechny ein breites Publikum fanden. Twardowski gilt (neben Papst Johannes Paul II.) als einer der wichtigsten Vertreter religiöser Lyrik in Polen. Er veröffentlichte eine Reihe von Gedichtbänden, die ungewöhnlich hohe Auflagen erreichten. Seine Gedichte sprechen sowohl von Gott als auch von den Menschen und der Natur.
Auf Antrag der Kinder erhielt er die internationale Auszeichnung als Kavalier des Ordens des Lächelns.

## Werke (Auswahl)
- Znaki ufności (1970)
- Zeszyt w kratkę (1973)
- Niebieskie okulary (1980)
- Na osiołku (1986)
- Nie przyszedłem pana nawracać (1986)
- Sumienie ruszyło (1989)
- Stukam do nieba (1990)
- Niecodziennik (1991)
- Krzyżyk na drogę (1993)
- Mimo wszystko (2002)

## Übersetzungen ins Deutsche
- Ich bitte um Prosa: Langzeilen. 2. Auflage. Einsiedeln 1974.
- Fröhlich auf dem Weg zu Gott. Geschichten nicht nur für Kinder. Graz (u. a.) 1980.
- Langweilig ist es in der Kirche nie. Übersetzt von Theo Mechtenberg, Sankt-Benno-Verlag, Leipzig 1980.
- Geheimnis des Lächelns. Aus dem Polnischen von Karin Wolff, Leipzig 1981.
- Wenn du betest atmet Gott in dir: religiöse Lyrik mit biblischer Lesehilfe. Zollikon 1996, ISBN 3-85710-038-9.
- Gott fleht um Liebe - Bóg prosi o miťość. Wydawnictwo Literackie, 2008, ISBN 978-83-08-04004-1.